# Steve Brown (Schlagzeuger)
Steve Brown (* 13. September 1968 in Manchester) ist ein britischer Jazz-Schlagzeuger.

## Leben und Wirken
Brown begann mit 13 Jahren, Schlagzeug zu spielen; 19-jährig wurde er Mitglied von örtlichen Bands. Zunächst nahm er Unterricht in Manchester, dann in New York City bei John Riley und Carl Allen. 1992 ging er mit Harry Allen auf Tournee in Europa und den USA. Als Teil des Quartetts von Jim Hunt war er 1993 Finalist in der European Jazz Competition. In den nächsten Jahren arbeitete er mit David Newton in Fernost, aber auch in Spanien und Frankreich. 1996 zog er nach London, wo er auch sein Plattendebüt einspielte. Er begleitete zahlreiche amerikanische Solisten wie Conte Candoli, Billy Childers, Kenny Davern, Harry Edison, Art Farmer, Teddy Edwards, George Masso, Ralph Sutton oder Bill Watrous. Seit dem Jahr 2000 ist er Mitglied des Quartetts von Scott Hamilton, mit dem er vier Alben einspielte und mehrfach international auf Tournee war. Auch gehörte er zu den Bands von Bruce Adams, Alan Barnes,  Mark Nightingale, Stacey Kent, Mike Carr, Andy Panayi, Harvey Wainapel oder Duncan McKay. Weiterhin arbeitete er mit Stan Tracey, Harry Beckett, Guy Barker, Martin Taylor und Claire Martin zusammen. 
Zwischen 1996 und 2015 hat Brown 92 Tonträger aufgenommen, Er ist auch auf dem Album The Cobbler's Waltz von Warren Vaché/Alan Barnes, zwei Alben von Junior Mance für Trio Records und auf Karen Sharps Album Spirit zu hören. Zwischen 2008 und 2014 gewann er jährlich die British Jazz Awards als bester Schlagzeuger.

## Lexikalische Einträge
- John Chilton: Who’s Who of British Jazz. Continuum, London 2004, ISBN 0-8264-7234-6